# Muerte y funeral de Estado de Isabel II del Reino Unido
El 8 de septiembre de 2022, el Palacio de Buckingham anunció la muerte de la reina Isabel II del Reino Unido, a los 96 años de edad, en la residencia real del castillo de Balmoral (Escocia). El anuncio fue hecho oficial a las 18:30 horas (UTC+01:00) a través de la BBC. Su reinado, extendido desde el 6 de febrero de 1952, ha sido el más longevo de la historia británica, el reinado más largo verificado de una mujer y el segundo más longevo de la historia, por detrás del de Luis XIV de Francia.

## Antecedentes
El fallecimiento, en abril de 2021, de Felipe de Edimburgo, príncipe consorte de Inglaterra y esposo de Isabel II, afectó la salud de la reina.
En  octubre de 2021 fue vista con bastón por primera vez en un acto público, tras estar unos días en el hospital donde se sometió a exámenes médicos. 
En febrero de 2022,  dio positivo por COVID-19, y aunque su salud no estuvo en peligro, su agenda se mantuvo reducida al mínimo tras el contagio.
Tras una polémica formada en torno a Boris Johnson, a comienzos de septiembre, que incluían el hecho de que se habían celebrado reuniones mientras la reina velaba sola a su marido fallecido en una iglesia, el Partido Conservador del Reino Unido eligió a Liz Truss como nueva primera ministra británica. Truss se reunió con Isabel II el 6 de septiembre en Balmoral para formar el nuevo gobierno. Pocos días antes de ese encuentro, se anunció que la monarca no asistiría a los Highland games.
En la tarde del jueves 8 de septiembre de 2022, el Palacio de Buckingham notificó el delicado estado de salud de la reina. Ese mismo día, se cortaron las emisiones de la BBC, y la cadena pidió a sus principales presentadores comenzar a portar trajes y corbatas negras, en previsión del fallecimiento.
El presidente de la Cámara de los Comunes, Lindsay Hoyle, interrumpió la actividad de la Cámara para decir:

Sé que hablo en nombre de toda la Cámara cuando digo que enviamos nuestros mejores deseos a Su Majestad y que ella y la familia real están en nuestros pensamientos y oraciones en este momento.

Así mismo la primera ministra británica, Liz Truss, que se entrevistó con la monarca cuarenta y ocho horas antes, comentó en Twitter:

Todo el país está profundamente preocupado por las noticias recibidas del Palacio de Buckingham sobre la salud de la reina. Mis pensamientos y los de todo el mundo en Reino Unido están con Su Majestad la reina y su familia en este momento.

El cambio de guardia en el Palacio de Buckingham (Londres), fue anulado ese día ante la situación de la reina.
A primera hora de la tarde del 8 de septiembre de 2022, el Palacio de Buckingham anunció que la reina estaba bajo supervisión médica en Balmoral después de que los médicos expresaran su preocupación. El comunicado dijo: «Tras una nueva evaluación esta mañana, los médicos de la reina están preocupados por la salud de Su Majestad y han recomendado que permanezca bajo supervisión médica. La reina permanece cómoda y en Balmoral». Los cuatro hijos de la reina, junto con sus cónyuges, y los príncipes Guillermo y Harry, viajaron para estar con ella en sus últimas horas de vida.

## Muerte

### 8 de septiembre

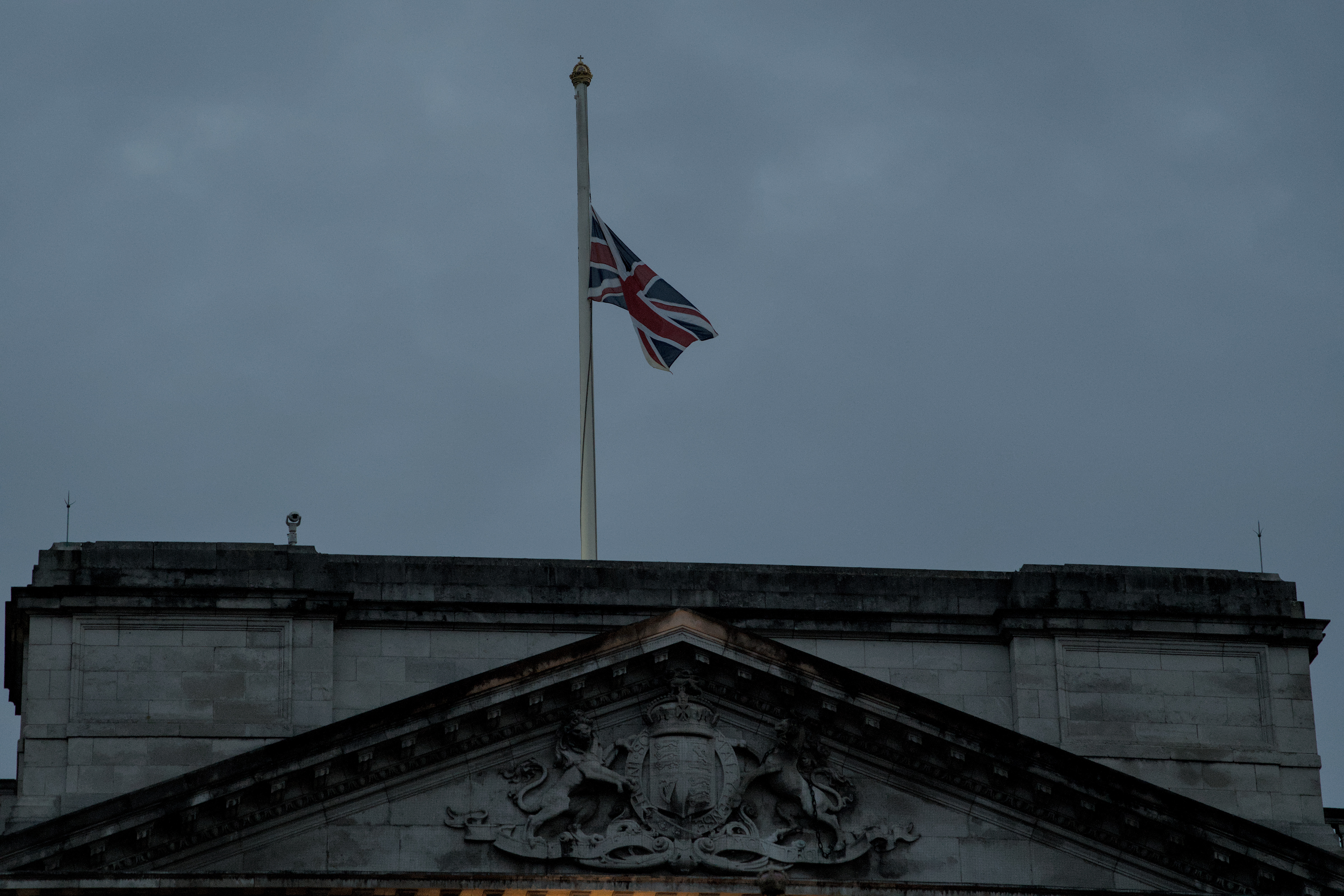
La bandera británica izada a media asta en el Palacio de Buckingham el 8 de septiembre de 2022.

El aviso se hizo oficial a través de los canales oficiales, con la BBC principalmente en el plano audiovisual y a través de las redes sociales con la cuenta de Twitter de la Casa Real británica. En un escueto tuit publicado a las 18:30 horas (UTC+01:00), se informó el siguiente:

The Queen died peacefully at Balmoral this afternoon. The King and Queen consort will remain at Balmoral this evening and will return to London tomorrow.
La Reina falleció en paz en Balmoral esta tarde. El Rey y la Reina consorte permanecerán en Balmoral esta noche y regresarán a Londres mañana.

Más tarde, los Registros Nacionales de Escocia publicaron el certificado de defunción, dónde indica que la muerte se produjo a las 15:10 hora local (14:10 UTC+01:00) a causa de envejecimiento.
Desde el momento del fallecimiento, quedó activada la Operación Puente de Londres, como tránsito hacia el nuevo titular de la Corona británica. El secretario privado de la reina, Edward Young, fue el primer funcionario (es decir, no uno de los miembros de la familia real o parte de un equipo médico) en transmitir la noticia. Su primer acto fue ponerse en contacto con la primera ministra Liz Truss, a la que notificó por línea segura la frase «London Bridge is Down» (El puente de Londres ha caído), dando iniciado el plan.
El Centro de Respuesta Global del Ministerio de Asuntos Exteriores y de la Commonwealth fue el organismo encargado de comunicar la noticia a los gobiernos de los otros catorce países de los que la reina fue jefa de estado (los reinos de la Commonwealth), y a los gobiernos de los demás países de la Mancomunidad de Naciones.
Los medios de comunicación fueron informados a través de un anuncio de la Associated Press (AP Media) y de la BBC, por medio del Sistema de Transmisión de Alerta de Radio (RATS) y por Independent Radio News para el resto de emisoras comerciales. El anuncio fue seguido de una serie de códigos radiofónicos, que cambiaron a música, manteniéndose a la espera de publicar el flash informativo, con la BBC Two suspendiendo la programación para unificar la programación a BBC One. BBC News emitió secuencias pregrabadas de retratos, durante la cual los presentadores se prepararon para el anuncio formal vistiendo ropa oscura preparada para tal fin. The Guardian llegó a informar que The Times contaba con un plan de cobertura extensible a once días, mientras que las cadenas ITN y Sky News lo ensayaron durante mucho tiempo ese momento, sustituyendo el nombre de la monarca por el de «Sra. Robinson».
En el momento posterior a su muerte, el príncipe Carlos de Gales, hijo primogénito de la reina y de Felipe de Edimburgo, asumió la titularidad de la Corona británica, bajo el nombre de Carlos III. Su esposa, Camila, duquesa de Cornualles, pasó a ser reina consorte del Reino Unido.
Un asistente colocó un letrero de bordes oscuros en las puertas del Palacio de Buckingham conteniendo el anuncio del fallecimiento. Al mismo tiempo, el sitio web del palacio fundió a negro mostrando el mismo aviso. El Parlamento del Reino Unido tiene que organizarse para celebrar en pocas horas una sesión extraordinaria en la que el primer ministro de turno se debe dirigir a la Cámara de los Comunes, mientras todos los edificios gubernamentales ondearán las banderas a media asta.
Al día siguiente del fallecimiento, el Consejo de Adhesión se reúne en el Palacio de St. James para proclamar al nuevo monarca.
Al haber fallecido en Escocia, simultáneamente se desarrolla la llamada Operación Unicornio, por lo que el Palacio de Holyrood, la catedral de Saint Giles de Edimburgo y el Parlamento escocés sirven como punto central de las reuniones, con un libro de condolencias abierto al público establecido en este último lugar. Las actividades parlamentarias se suspenden inmediatamente durante al menos seis días, para permitir a las autoridades preparar el funeral. El Parlamento prepara una moción de condolencia en las setenta y dos horas siguientes a la reanudación de las actividades. El féretro de la reina reposa primero en el Palacio de Holyrood, seguido de un servicio de recepción en la catedral de Edimburgo. A continuación, el féretro es transportado a la estación de Waverley y, si es posible es trasladado en el British Royal Train a Londres.
De acuerdo con el protocolo puesto en práctica tras la muerte de Diana de Gales, la bandera de la Unión en el Palacio de Buckingham se bajó a media asta. También ondeó a media asta en el número 10 de Downing Street y en Balmoral. Dado que el nuevo monarca ya se encontraba en el Castillo de Balmoral cuando se convirtió en rey, el Estandarte Real del Reino Unido se bajó y se volvió a izar en el castillo tras la muerte de su madre. El Estandarte Real de Escocia también fue arriado a media asta en el Palacio de Holyrood, mientras que la bandera de Gales en el Castillo de Cardiff también fue arriada.

### 9 de septiembre
El rey Carlos III  y la reina consorte Camila viajaron desde Balmoral hasta el Palacio de Buckingham, donde saludaron a la multitud de dolientes congregados frente a las puertas. A continuación, mantuvo una audiencia en persona con la primera ministra Liz Truss antes de rendir homenaje a su madre en un mensaje transmitido públicamente a la nación.
En el primer discurso de Carlos III como rey, declaró un periodo de luto que se esperara que durase y que fuera observado por la familia real y los miembros de la casa real hasta por siete días después del funeral de Estado. Se ordenó que todas las banderas de las residencias reales se bajaran a media asta, excepto el Estandarte Real que ondea a toda asta siempre que el rey se encuentre en cualquiera de las residencias. Todas las residencias reales estarán cerradas hasta después de que se haya celebrado el funeral de Estado. Se dispararon salvas de noventa y seis cañonazos en Hyde Park por la King's Troop, Royal Horse Artillery, en la Torre de Londres por la Honorable Compañía de Artillería, en el Castillo de Edimburgo por la Artillería Real, en el Castillo de Cardiff y Stonehenge por el 104 Royal Artillery Regiment, en el Castillo de Caernarfon y en los Jardines del Museo de York. También se creó un libro de condolencias en línea a través de la página web de la casa real. Las campanas de las iglesias doblaron en la Abadía de Westminster, en la Catedral de San Pablo, en el Castillo de Windsor y en otras iglesias del Reino Unido.

### 10 de septiembre
Carlos III es proclamado formalmente rey en una ceremonia celebrada en el Palacio de St. James ubicado en el centro de Londres. Carlos se convirtió en rey inmediatamente después de la muerte de su madre, la reina Isabel II, pero no fue hasta el sábado 10 de septiembre cuando su nuevo rol fue oficialmente confirmado, siendo proclamado por el Consejo de Ascensión y prestando juramento. El mismo día, los gobiernos descentralizados de Escocia, Gales e Irlanda del Norte emiten la proclamación de la adhesión. También lo harían los territorios de Canadá, Jamaica y Antigua y Barbuda.
Durante el acto, que fue televisado por primera vez en la historia del Reino Unido, las banderas que se habían bajado a media asta en duelo por el fallecimiento de la reina Isabel se izaron de nuevo para celebrar al nuevo rey. Después tuvo lugar lugar la primera proclamación pública desde el balcón del Friary Court del Palacio de St. James, a través de un funcionario conocido como el rey de armas principal de la Jarretera. También se dispararon cuarenta y una salvas desde Hyde Park y 62 en la Torre de Londres. Tras la finalización de la ceremonia St. James, se leyó la proclamación en la City, el distrito financiero de Londres.

### 11 de septiembre
Los restos de la reina Isabel II son trasladados desde Balmoral hasta el Palacio de Holyroodhouse, Edinburgo. Desde su muerte el pasado jueves 8, es la primera vez en que es posible ver su ataúd. El cortejo por tierra duró alrededor de seis horas, y sus restos reposaron en el salón del trono.
El ataúd estaba cubierto con la versión escocesa del Estandarte Real de Reino Unido, una bandera que representa al monarca. A diferencia de la versión del estandarte real utilizado en Inglaterra, Gales, Irlanda del Norte y otros lugares, la versión escocesa del Estandarte Real presenta dos cuadrantes para Escocia en lugar de uno solo. Esos cuadrantes están formados por un estandarte dorado con el león rojo escocés. Se iza en el palacio de Holyroodhouse y en el castillo de Balmoral cuando el monarca está presente. Cuando no se encuentra en la residencia, se iza el Estandarte Real de Escocia (el león rojo solo) en su lugar. El féretro iba adornado con flores frescas recogidas en Balmoral.
Además se proclama formalmente al rey Carlos III en los territorios de Isla de Man, Bermudas, Islas Caimán, Bahamas y Australia.

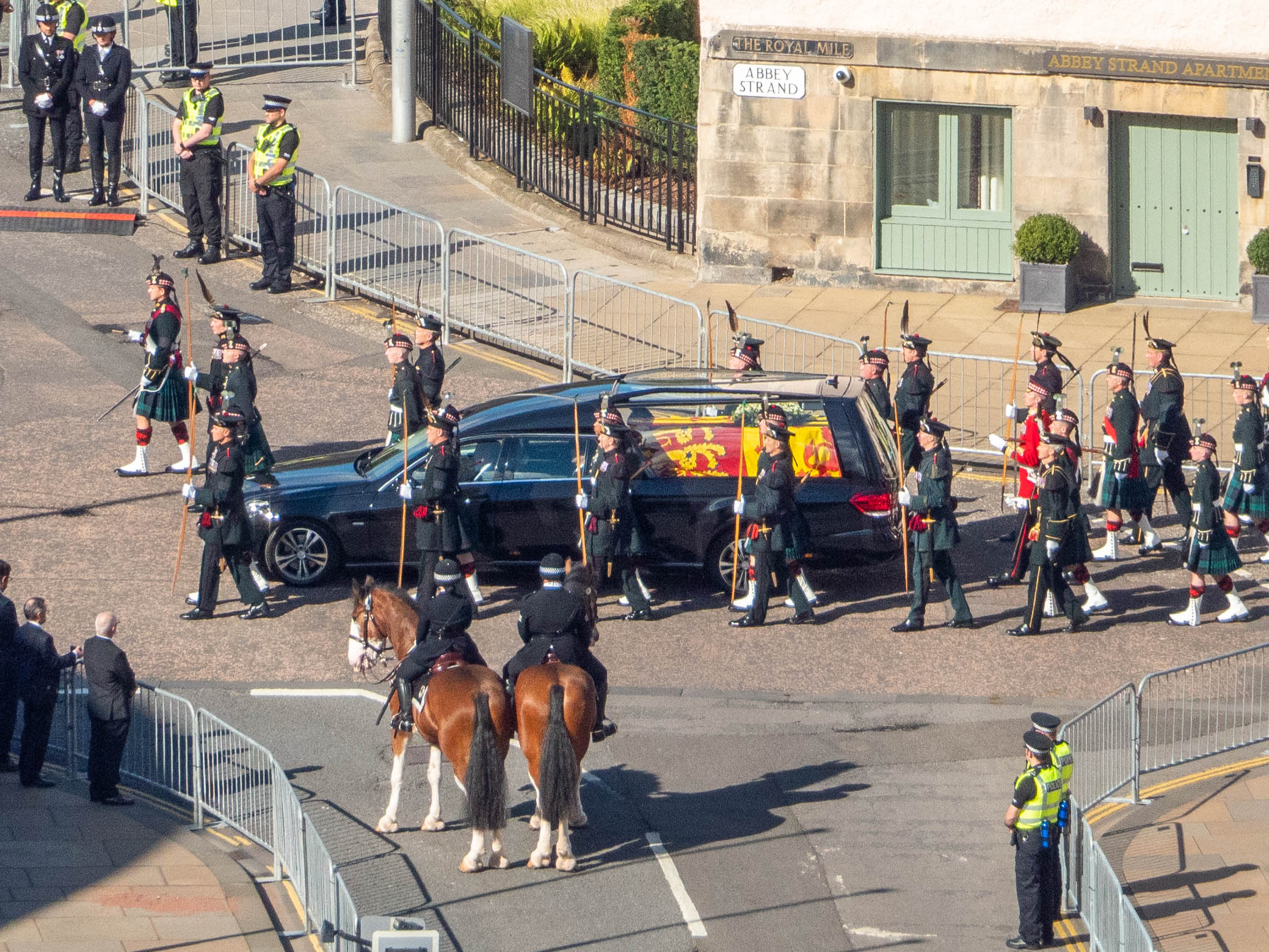
El ataúd de la reina saliendo del Palacio de Holyrood el día 12 de septiembre.

### 12 de septiembre
El féretro de la reina Isabel II fue trasladado el domingo 11 desde el castillo de Balmoral hasta Edimburgo. Permaneció en el palacio de Holyroodhouse hasta el lunes, cuando se le llevó en procesión hasta la catedral de St Giles en un coche fúnebre Mercedes Benz. Los cuatro hijos de la reina, el rey Carlos III, la princesa Ana, Andrés, duque de York, y Eduardo, conde de Wessex, acompañaron a pie el traslado del féretro desde el palacio de Holyroodhouse hasta la catedral. Junto a ellos caminaba el esposo de Ana, el vicealmirante de la Marina Real Timothy Laurence. Detrás, en coche, viajaron la reina consorte Camila y la esposa de Eduardo, Sofía, condesa de Wessex.
En la catedral, el rey Carlos III y el resto de la familia real, así como otras autoridades y dignatarios, como la primera ministra británica, Liz Truss, y la ministra principal de Escocia, Nicola Sturgeon, participaron en una misa en honor a la monarca fallecida. Durante un servicio religioso que duró una hora, la Corona de Escocia fue colocada sobre el ataúd. Después del servicio, miles de escoceses acudieron a dar su último adiós a la reina.
El mismo día, los territorios de Papúa Nueva Guinea, Nueva Gales del Sur y Ontario también proclaman a Carlos III formalmente como rey,

### 13 de septiembre
El féretro con los restos de la reina Isabel II llegó en la noche del martes 13 al palacio de Buckingham procedente de Edimburgo, en Escocia. La aeronave de la Fuerza Aérea británica aterrizó en el aeropuerto de Northolt poco antes de las 19:00 de la tarde hora local. Después de  llegar en Inglaterra, la versión escocesa del Estandarte Real de Reino Unido fue retirada del ataúd y reemplazada con la versión del Estandarte Real utilizado en Inglaterra.
Junto al rey Carlos III y su esposa Camila, los príncipes William y Harry y otros miembros de la familia real recibieron los restos de la monarca. El rey y la reina consorte abandonaron el palacio de Buckingham después de presenciar la llegada del ataúd.
Los restos de la reina reposan durante la noche para ser llevados en procesión hacia el Palacio de Westminster en la mañana siguiente.

### 14 de septiembre
Tras una sesión de oración en presencia del rey, de la reina consorte y de miembros de la familia real, el féretro fue trasladado en procesión militar por el centro de Londres desde el Palacio de Buckingham hasta el de Westminster en una cureña tirada por caballos de la Tropa del Rey, Artillería Montada Real. El rey, los miembros masculinos de la familia real y la princesa Ana siguieron el ataúd a pie. Esta procesión, así como las otras procesiones celebradas más tarde en Londres y Windsor, marcharon al ritmo fúnebre de 75 pasos por minuto y fueron acompañadas por bandas militares que tocaban marchas de Johann Heinrich Walch, Felix Mendelssohn y Frédéric Chopin. El Big Ben sonó cada minuto de la procesión y la Tropa del Rey, Artillería Montada Real disparó cañones desde Hyde Park. En Westminster Hall es velada hasta su funeral el lunes 19 de septiembre en la Abadía de Westminster.
El rey y miembros de la realeza de alto rango presentaron sus respetos ante el ataúd mientras un grupo de ocho soldados de la Guardia de Granaderos del 1.er Batallón de la Compañía de la Reina lo ingresaba a Westminster Hall. El ataúd, que, en adición de estar cubierto del Estandarte Real, tuvo tres de las joyas de la Corona británica (la Corona Imperial del Estado, el Orbe Real y el Cetro Real) colocados sobre él, entró mientras el coro de la Abadía de Westminster y el coro de la Capilla Real de Su Majestad, el Palacio de St. James, cantaban el Salmo 139.
Miles de personas, después de esperar en una larga fila afuera del palacio de Westminster, ingresaban al salón donde se encuentra el féretro de la reina Isabel II. En dos hileras, los visitantes caminaron a ambos lados del altar y rindieron su respeto a la monarca, en un clima de pleno silencio. 
El tráfico aéreo se limitó en Londres durante la tarde para garantizar el silencio en el centro de la capital durante el traslado del féretro de Isabel II del Palacio de Buckingham a la capilla ardiente en Westminster. Las limitaciones afectaban a algunos vuelos entre las 13.50 y las 15.40 del horario local para «garantizar el silencio durante la procesión», indicó el aeropuerto de Heathrow, el principal aeródromo londinense.

### 15-19 de septiembre

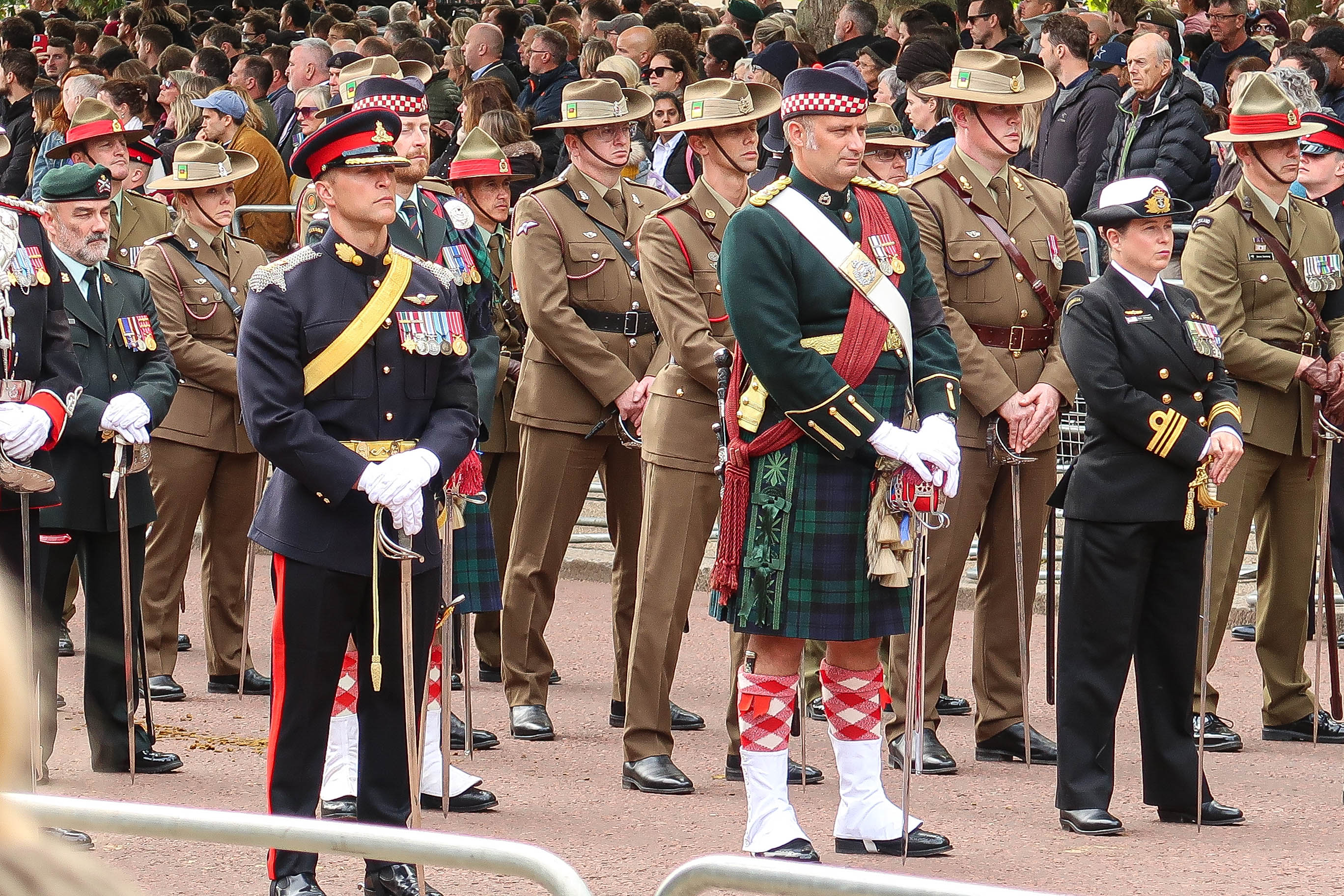
Representantes de los diferentes ejércitos de la Mancomunidad de Naciones durante la procesión fúnebre de la reina Isabel II

Durante los días 14 al 19 de septiembre se instaló la capilla ardiente de la reina en el parlamento británico, específicamente en el Salón  Westminster, abriendose al público para que este rindiera sus últimos respetos. La larga fila de dolientes que concurrieron a la velación de la reina llegó a los 8 kilómetros, entre las que se encontraron personas del común y algunas figuras públicas como el futbolista retirado David Beckham quien optó por hacer fila para rendir respetos a la difunta soberana británica.
Así mismo durante los 5 días se repitió dos veces el ceremonial de la vigilia de los príncipes: primero el 16 de septiembre con el rey Carlos III, su hermana Ana, princesa Real, Andrés Duque de York (a quien se le permitió usar su uniforme militar de acuerdo a su rango y respeto a la reina) y Eduardo Conde de Wessex. En la segunda vigilia del 17 de septiembre participaron Enrique duque de Sussex (también con permiso de usar su uniforme militar de acuerdo a su rango) Guillermo príncipe de Gales, las dos hijas del duque de York, Beatriz condesa de Mappeli-Mozzi y Eugenia de York, Peter Phillips y Zara Tindall hijos de la princesa Ana, y por último Lady Luisa Windsor y su hermano menor Jacobo Vizconde Severn, hijos del conde de Wessex y los nietos más jóvenes de la difunta soberana.
Sin embargo, durante la capilla ardiente se registró un grave incidente en el cual un hombre desconocido se acercó rápidamente al féretro, siendo inmediatamente neutralizado por los agentes de policía presentes. Además de ello, se reportó un caso de agresión sexual durante la fila para ingresar a Westminster Hall, el cual también fue neutralizado.

### 19 de septiembre, funeral y entierro

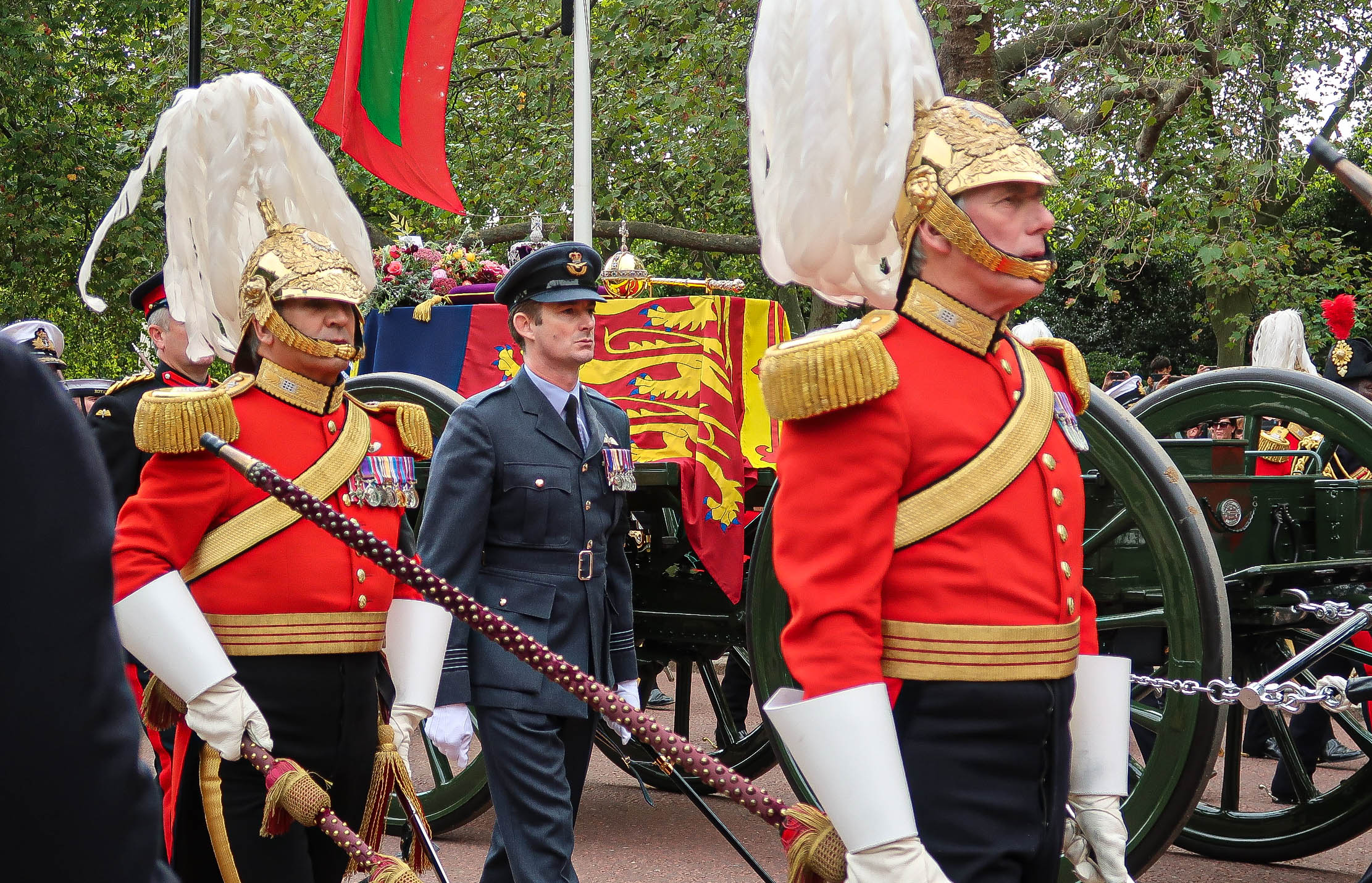
El féretro de la reina Isabel II siendo transportado desde la abadía de Westminster hasta su última morada

Después de 5 días en capilla ardiente, fue llevada en procesión hacia la abadía de Westminter para el servicio religioso de cuerpo presente en su memoria. La ceremonia, presidida por el arzobispo de Canterbury Justin Welby, contó con la presencia de alrededor de 500 dignatarios extranjeros, entre jefes de Estado, jefes de gobierno, ministros del exterior, embajadores o representantes diplomáticos enviados para el evento. 
Concluido el servicio fúnebre, el cuerpo fue trasladado en procesión hasta el Arco a Wellington, en donde fue trasladado a Windsor para su sepultura definitiva en una ceremonia más intima con los miembros de la familia real, y sus allegados más próximos en la Capilla conmemorativa de Jorge VI del Reino Unido, dentro de la Capilla de San Jorge junto a su esposo, Felipe de Edimburgo, sus padres, los reyes Jorge VI e Isabel Bowes-Lyon, y su hermana menor, Margarita, condesa de Snowdon.

### 29 de septiembre
El 29 de septiembre de 2022, se reveló la causa de su muerte y fue por su avanzada edad, constando en su certificado de defunción, tal como sucedió con su esposo, el Felipe de Edimburgo, quien falleció por la misma causa.

## Reacciones internacionales

### Mancomunidad de Naciones
- Australia: En un discurso a la Nación el primer ministro de Australia, Anthony Albanese, reconoció a la reina señalando que «su dedicación por el deber y el servicio sobre sí misma fueron los distintivos de su reinado».[64]
- Bangladés: La primera ministra de Bangladés, Sheikh Hasina, envió sus condolencias a la Familia real y al pueblo británico.[65]
- Canadá: El primer ministro de Canadá, Justin Trudeau, comentó mientras se encontraba en Vancouver que la reina era una de las personas más había admirado y que todo el pueblo canadiense se encuentra de luto.[66]
- India: El primer ministro de la India, Narendra Modi, publicó en Twitter un mensaje reconociendo a la reina y recordando sus visitas a la India.[67] Por su parte, la presidenta del país, Droupadi Murmu, también expresó a través de Twitter sus condolencias por el fallecimiento.[68]
- Maldivas: El presidente de las Maldivas, Ibrahim Mohamed Solih, expresó su tristeza por la noticia y describió a la reina como «un brillante ejemplo de servicio público, resiliencia y devoción a su país y a la comunidad de las naciones».[69]
- Nueva Zelanda: La primera ministra del país, Jacinda Ardern, reconoció a la reina como una «mujer increíble» y «extraordinaria».[70]
- Pakistán: Shehbaz Sharif, primer ministro del país, expresó sus condolencias y declaró que el país acompañaba al Reino Unido en el duelo.[71]
- Sierra Leona: El presidente Julius Maada Bio expresó su tristeza por el fallecimiento y afirmó que «su reinado estuvo marcado por el crecimiento, la paz y la prosperidad».[72]
- Sudáfrica: El presidente Cyril Ramaphosa, declaró que «el compromiso y dedicación de la reina durante sus 70 años en el trono permanecerán como un noble y virtuoso ejemplo para el mundo entero».[73]

### América
- Argentina: El gobierno argentino declaró que «saluda y acompaña al gobierno británico ante el fallecimiento de su jefa de Estado, la reina Isabel II».[74]
- Bolivia: El Ministerio de Relaciones Exteriores emitió un comunicado oficial en donde a nombre del gobierno boliviano expresa las condolencias al Reino Unido de Gran Bretaña e Irlanda del Norte por el fallecimiento de la reina Isabel II.[75]
- Brasil: El presidente de Brasil, Jair Bolsonaro, decretó tres días de luto en honor a la reina Isabel II y se refirió a ella como «una reina para todos».[76]
- Chile: El gobierno chileno, mediante el Ministerio de Relaciones Exteriores, lamentó profundamente la muerte de la reina Isabel II y extendió sus condolencias al Reino Unido, a la Mancomunidad de Naciones y a la familia real, destacando que «su estatura política le permitió estar a la altura de los grandes acontecimientos del siglo pasado, consolidándola como una líder mundial en sus más de 70 años de reinado». Cancillería destacó la visita oficial realizada por la reina al mismo país en 1968 junto a Felipe de Edimburgo y el entonces presidente Eduardo Frei Montalva, considerado hecho importante entre las relaciones entre Chile y el Reino Unido.[77]
- Colombia: El presidente Gustavo Petro expresó su pésame en su cuenta de Twitter: «Me uno a las expresiones de solidaridad por la partida de la reina Isabel II, símbolo de unión para el pueblo británico».[78]
- Cuba: El gobierno del país decretó un día de duelo por la muerte de la reina.[79][80]
- Ecuador: El presidente Guillermo Lasso fue uno de los primeros mandatarios americanos en lamentar el fallecimiento de la reina, emitiendo un comunicado oficial desde la Secretaría de Comunicación de la Presidencia, «consternado ante el fallecimiento de la reina Isabel II, cuya larga vida y dedicación al servicio de su pueblo pasan a la historia como un reinado ejemplar. Envío mis condolencias a sus hijos y nietos, a la familia real, al Gobierno y al pueblo del Reino Unido. Paz en su tumba». Adicionalmente, el canciller ecuatoriano Juan Carlos Holguín expresó en su cuenta de Twitter que «el largo reinado y ejemplo de servicio de la monarca han servido de inspiración para gobernantes de todo el mundo».[81]
- El Salvador: El presidente Nayib Bukele comentó a través de Twitter que «el legado de Su Majestad siempre permanecerá como un fundamento para nuestros valores compartido de empatía, solidaridad y servicio».[82]
- Estados Unidos: Joe Biden expresó que Isabel II fue «más que una monarca», con un reinado que a lo largo de siete décadas «definió una era» a nivel global.[83]
- Guatemala: El presidente Alejandro Giammattei expresó en su cuenta de Twitter su pésame a la casa real y al pueblo británico y aseguró que «su liderazgo permanecerá como legado para la humanidad».[84]
- México: El presidente Andrés Manuel López Obrador, el canciller Marcelo Ebrard y la embajada mandaron condolencias diciendo «Una mujer profundamente importante y fuente de inspiración para muchos durante tanto tiempo».[85]
- Nicaragua: El presidente de Nicaragua, Daniel Ortega y la vicepresidenta de Nicaragua enviaron un mensaje a la primera ministra expresando: "Reciba usted del Pueblo nicaragüense, y del Gobierno de Reconciliación y Unidad Nacional que presidimos, nuestras condolencias ante la partida de Su Majestad la reina Isabel II, esa partida que ha llenado de tristeza a su Familia, y a todo su Pueblo".
- Perú: El presidente Pedro Castillo expresó su pesar en su cuenta de Twitter «A nombre del pueblo peruano, expresamos nuestras condolencias a la familia real y a todo el Reino Unido por el fallecimiento de la reina Isabel II de Inglaterra, monarca británica. Su legado con vocación de servicio y liderazgo quedarán en la historia».[86]
- Uruguay: El Ministerio de Relaciones Exteriores emitió un comunicado en el que se expresaban las condolencias al rey Carlos III y a la Familia Real, y se declaraba que el Gobierno y el pueblo uruguayo se une «al pesar del pueblo británico con nuestro respeto y homenaje a una personalidad política memorable», que durante su reinado dio «estabilidad a su país y hacer frente a los desafíos políticos y económicos globales».[87]
- Venezuela: El presidente Nicolás Maduro lamentó el fallecimiento de la reina Isabel II en su cuenta de Twitter «La República Bolivariana de Venezuela lamenta el fallecimiento de la reina Isabel II de Inglaterra, monarca británica. Expresamos nuestras condolencias a la familia real, al Reino Unido y al pueblo británico. ¡Paz a su Alma!».[88]
- República Dominicana: El presidente de la República Dominicana, Luis Abinader Corona expresó sus condolencias a la Familia Real y al pueblo Británico a través de su cuenta de Twitter «Nuestras más profundas condolencias a la familia real, al pueblo británico y a los pueblos de la Mancomunidad por el triste fallecimiento de Su Majestad la reina Isabel II. Su reinado de más de 70 años será recordado por su entrega a la democracia y las mejores causas».[89]

### Asia
- Corea del Sur: El presidente Yoon Suk-yeol mostró su más sentido pésame por el fallecimiento de la reina, a la que mostró como una persona con «una fuerte creencia en la causa de la libertad humana y que dejó grandes legados de dignidad. Su buen corazón y buena acción permanecerán en nuestra memoria».[90]
- Japón: El primer ministro Fumio Kishida, visitó la embajada británica en Tokio y firmó el libro de condolencias allí puesto. A través de Twitter, alabó la figura de Isabel y mostró el hondo pesar que su pérdida ha dejado para la posteridad.[91]

### Europa
- España: El presidente del Gobierno Pedro Sánchez, lamentó la muerte de Isabel II en Twitter, y el monarca Felipe VI envió un telegrama a la familia real británica.[92]
- Francia: El presidente Emmanuel Macron, expresó en redes sociales el sentimiento por la pérdida de la reina, de quien dijo «encarnó la continuidad y la unidad de la nación británica durante más de 70 años» y fue considerada «una amiga de Francia, una reina que marcó para siempre su país y su siglo».[93]
- Italia: El presidente Sergio Mattarella expresó mediante un comunicado las condolencias al rey Carlos III y a la nación británica.[94]
- Portugal: El primer ministro António Costa mostró su tristeza en redes sociales ante el anuncio de su fallecimiento. «Su reinado de 70 años marcó a la historia británica desde la Segunda Guerra Mundial. Mis más sentidas condolencias a la familia real y al pueblo del Reino Unido», escribió en Twitter.[95]

### Declaraciones de duelo internacionales por la reina
| Lugar                      | Días   |
| -------------------------- | ------ |
| Brasil                     | 3 días |
| Cuba                       | 1 día  |
| EAU                        | 3 días |
| España Andalucía           | 1 día  |
| España Comunidad de Madrid | 3 días |
| Líbano                     | 3 días |